# Evangelische Kirche Bensberg

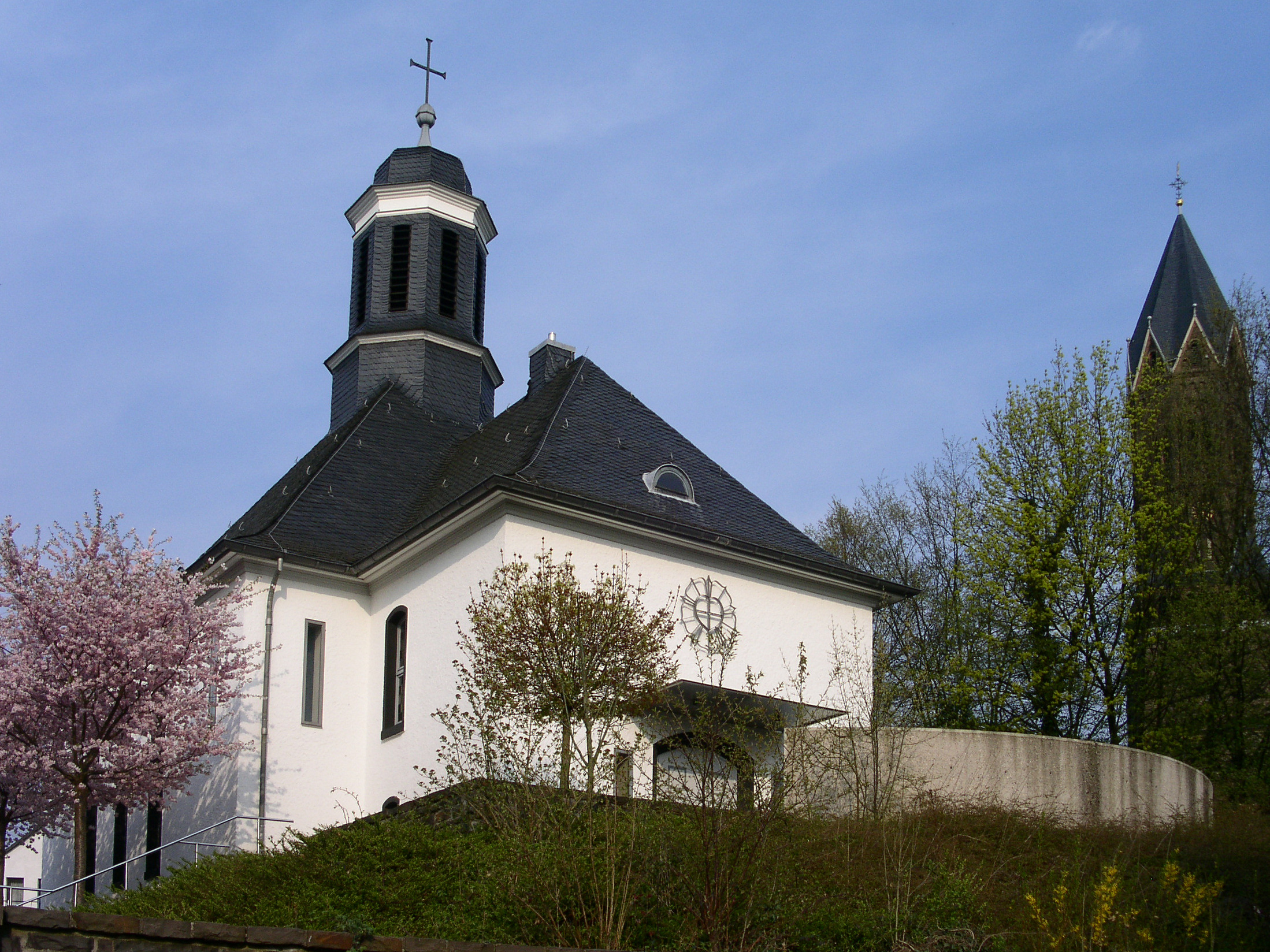
Evangelische Kirche Bensberg (rechts: der Turm der katholischen Kirche St. Nikolaus)

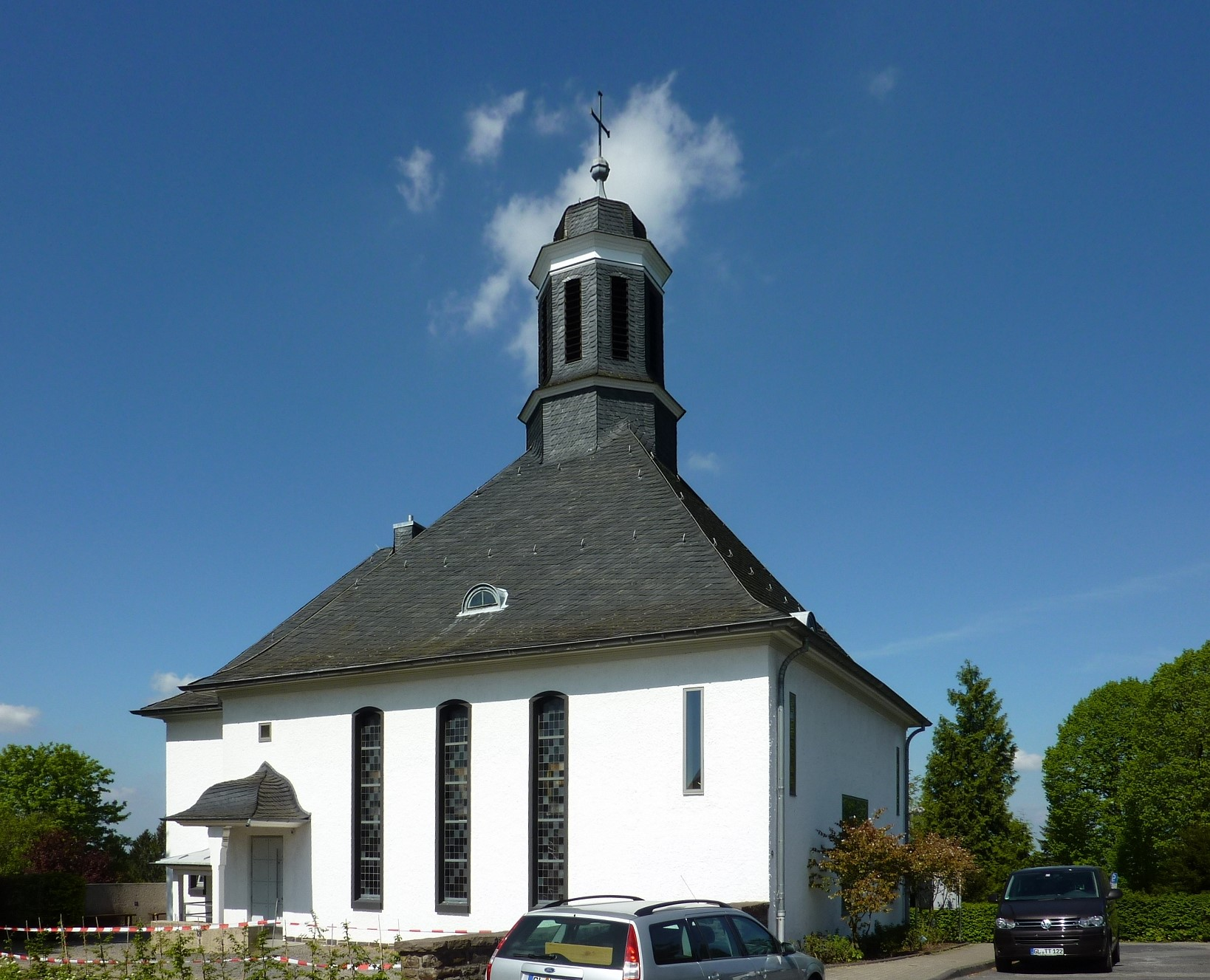
Evangelische Kirche Bensberg

Die Evangelische Kirche Bensberg ist eine Kirche, die während der Zeit des Nationalsozialismus erbaut worden ist. Sie steht in Bensberg, einem Stadtteil von Bergisch Gladbach.

## Vorgeschichte
Ab 1840 war Schloss Bensberg eine preußische Kadettenanstalt. Ein evangelischer Geistlicher stand für die Seelsorge der Kadetten zur Verfügung. Tägliche Andachten und sonntägliche Gottesdienste in der Schlosskapelle waren die Regel. Die Schlosskapelle stand daneben aber auch den Bensberger evangelischen Christen als Versammlungsraum zur Verfügung.
Nach der Machtergreifung durch die Nationalsozialisten 1933 wurde das Schloss zur Nationalpolitischen Erziehungsanstalt. Da war für einen Gebetsraum kein Platz mehr und 1935 wurde zum letzten Mal im Schloss ein Gottesdienst gehalten.

## Baugeschichte
Die Grundsteinlegung der evangelischen Kirche in Bensberg erfolgte am 5. September 1937. Die Spannungen zwischen Kirche und Nationalsozialisten finden sich andeutungsweise in der Urkunde zur Grundsteinlegung: „In einer Zeit des staatlichen Wiederaufstieges und des Ringens um Jesus Christus und seine Kirche legten wir im Vertrauen auf Gottes gnädige Hilfe den Grundstein zu dieser Kirche. Möge sie mithelfen, dass Gottes Reich komme.“
Der schlichte Saalbau wurde aufgrund der Vorgaben des staatlichen Bauaufsichtsamtes in Angleichung an das barocke Bensberger Schloss gebaut. Architekt war Otto Schönhagen aus Koblenz. Die Turmkonstruktion ähnelt in seiner Form den Türmen des Schlosses. Am 26. Juni 1938 wurde die Kirche mit einem feierlichen Gottesdienst eingeweiht.
Eine 180-Grad-Drehung erfuhr der Innenraum 1973, so dass der zentrale Haupteingang zur Sakristeitür wurde und die beiden ehemaligen Hintereingänge zu Haupteingängen. Grund für diesen Umbau war, einerseits mehr Raum für die Kirchenbesucher zu schaffen und außerdem die Kirche heller und freundlicher zu gestalten.
2003 erfolgte ein weiterer umfassender Umbau. Die Architekten Jürgen Kreft und Marianne Vogt-Werling sorgten für eine komplette Neugestaltung des Innenraums. Die Raumorientierung wurde erneut gedreht und entsprach wieder der ursprünglichen Ausrichtung. Um weiteren Raum für Gottesdienstbesucher zu schaffen, wurden auf beiden Seiten Emporen eingezogen. Eine Besonderheit ist die Kreuz-Installation an der Ostwand. Zwei große Holzflächen, die ungleich breit sind, wirken zusammen wie zwei Kreuzhälften. Eine künstlerische Komposition, bei der das Kreuz als Licht-Ausschnitt erscheint. Ein großes Fenster im Hintergrund verstärkt den Lichteffekt. Die Prinzipalien – Altar, Kanzel und Taufstein – wurden alle aus einem einzigen Steinblock entwickelt und so aufgestellt, dass ihre Zusammengehörigkeit sichtbar ist.
Durch den Einzug der beiden seitlichen Emporen wurden die hohen schmalen Seitenfenster geteilt. Der Wunsch entstand, auch die in bräunlichen Tönen gehaltenen Fenster, die außerdem energetisch nicht mehr den neueren Anforderungen entsprachen, neu zu gestalten. Die unteren sechs Fenster sollten die Schöpfungsgeschichte illustrieren, wozu die Konfirmanden des Jahrgangs 2013 Vorlagen lieferten, die sie in einzelnen Gruppen erarbeitet hatten. Dazu gehörten auch entsprechende Zitate aus der Bibel in Deutsch und Hebräisch. Die Künstlerin Maria Schätzmüller-Lukas setzte die Entwürfe in Glasgemälde um und entwarf auch die „oberen“ Fenster in freier Gestaltung.

## Orgel
Die Orgel der Kirche ist ein Werk von Oberlinger Orgelbau aus dem Jahr 1983. Das Instrument verfügt über 14 Register auf zwei Manualen und Pedal.

## Kirchengemeinde
Die Kirche ist eine von vier Kirchen in der evangelischen Kirchengemeinde Bensberg. Weitere Kirchengebäude gibt es in Herkenrath, Kippekausen und Refrath.

## Nachweise
1. ↑  Wolfgang Graf: Der Schöpfungsbericht zum Anschauen – Konfirmand*innen gestalten die Kirchenfenster in der Evangelischen Kirche Bensberg mit Abbildungen aller Fenster und der Konfirmanden-Entwürfe sowie weiteren Innenaufnahmen der Kirche(PDF)
2. ↑  Orgel Databank: Bensberg, Nordrhein-Westfalen – Evangelische Kirche

Koordinaten: 50° 58′ 3,5″ N, 7° 9′ 24,2″ O